# Markiszki (gmina Ławaryszki)
Markiszki (lit. Markiškės) – opuszczony folwark na Litwie, w rejonie wileńskim, 4 km na północ od Ławaryszek. Przed II wojną światową w Polsce, w powiecie wileńsko-trockim województwa wileńskiego.